# Dirty Pretty Things (película)
Dirty Pretty Things (conocida como Negocios ocultos en España y Negocios entrañables en Hispanoamérica) es una película dramática británica de 2002, dirigida por Stephen Frears y escrita por Steven Knight. Está protagonizada por Chiwetel Ejiofor, Audrey Tautou, Sergi López, Sophie Okonedo, Benedict Wong y Zlatko Buric. La película es acerca de dos inmigrantes en Londres que trabajan en un hotel de mala reputación. Fue producida por BBC Films y Celador Films.

## Sinopsis
Okwe (Chiwetel Ejiofor) es un inmigrante ilegal de origen nigeriano quien conduce un taxi en Londres durante el día y trabaja como recepcionista de un hotel de dudosa reputación por la noche. Okwe comparte un apartamento con una musulmana turca llamada Senay (Audrey Tautou), quien trabaja con él como camarera. Okwe descubrirá algo espeluznante en una de las habitaciones del hotel que amenaza cambiar su vida y la de algún ser cercano.

## Reparto
| Actores de Dirty Pretty Things |  |  |  |
| |  |  |  |
| - Chiwetel Ejiofor como Okwe. - Audrey Tautou como Senay Gelik. - Sergi López como Sneaky (Juan). - Sophie Okonedo como Juliette. - Benedict Wong como Guo Yi. - Damon Younger como Punter. - Paul Bhattacharjee como Mohammed. - Darrell D'Silva como agente de Inmigración. - Sotigui Kouyaté como Shinti. - Abi Gouhad como el hijo de Shinti. - Zlatko Buric como Ivan. |  |  |  |

## Recepción

### Respuesta crítica
En su mayoría, Dirty Pretty Things ha tenido calificaciones positivas por parte de la prensa y críticos especializados. En la página web Rotten Tomatoes, la película tiene una calificación de 94% de aceptación, basada en 140 reseñas con una media ponderada de 7,8/10. El consenso considera a Dirty Pretty Things como «una película reveladora y matizada sobre la explotación de inmigrantes ilegales». En Metacritic, la película tiene una puntuación de 78 sobre 100, basada en 35 críticas, teniendo en su mayoría reseñas favorables.

### Premios y nominaciones
Dirty Pretty Things tuvo una nominación al Óscar al mejor guion original y ganó un Premio al cine independiente británico como Mejor película independiente británica en 2003. Por su actuación como Okwe, Chiwetel Ejiofor ganó el Premio al cine independiente británico como Mejor interpretación de un actor británico en una película independiente.